# Cima di Menna
La Cima di Menna (2.300 m s.l.m.), detta anche Monte Menna, è una montagna delle Prealpi Bergamasche situata in Val Brembana, in provincia di Bergamo.

## Caratteristiche
La vetta, inclusa in un piccolo massiccio che comprende anche la Cima di Pizzo, è raggiungibile dal passo di Menna, piccolo valico posto a un'altezza di 2.005 m s.l.m., presso il quale è presente il bivacco M.A.G.A., spesso utilizzato dagli escursionisti come punto d'appoggio.
La cima fa parte delle quattro cime raggiunte dell'impegnativa maratona di montagna Maga Skymarathon.

## Salita alla vetta
I principali itinerari prevedono la partenza dalla frazione Costa di Roncobello, tramite il sentiero contrassegnato con segnvia del C.A.I. numero 235 che raggiunge prima la località Corna Buca e poi la baita dello Zoppo, da cui si arriva al suddetto passo.
Una seconda alternativa è quella che, tramite il sentiero numero 234, sale da Zorzone (frazione di Oltre il Colle) tramite la valle Carnera, compresa tra la costa del monte Aral ed il Chignol d'Aral.

## Galleria d'immagini

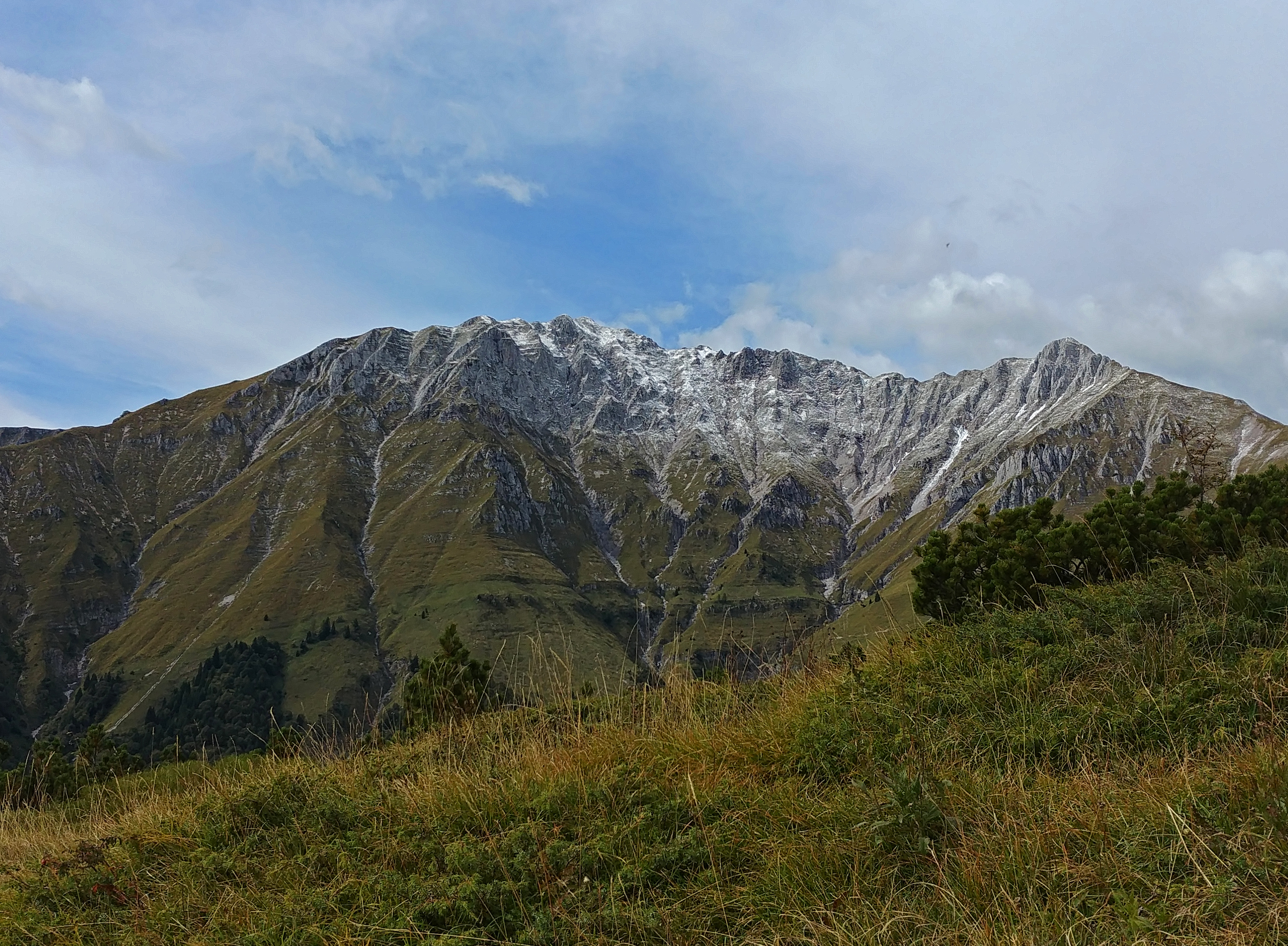
La cima di Menna vista dal sentiero per il Rifugio Capanna 2000
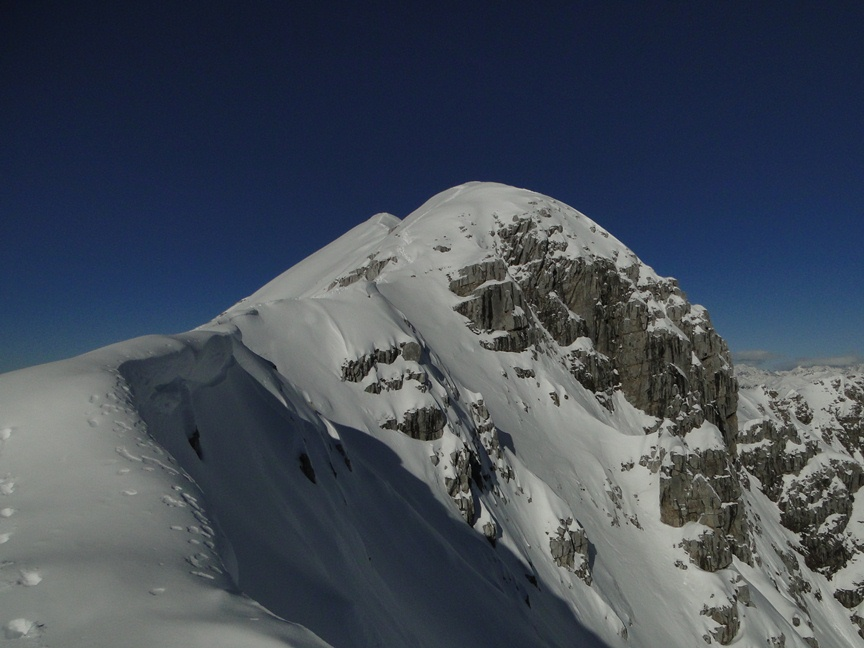
Vista della vetta
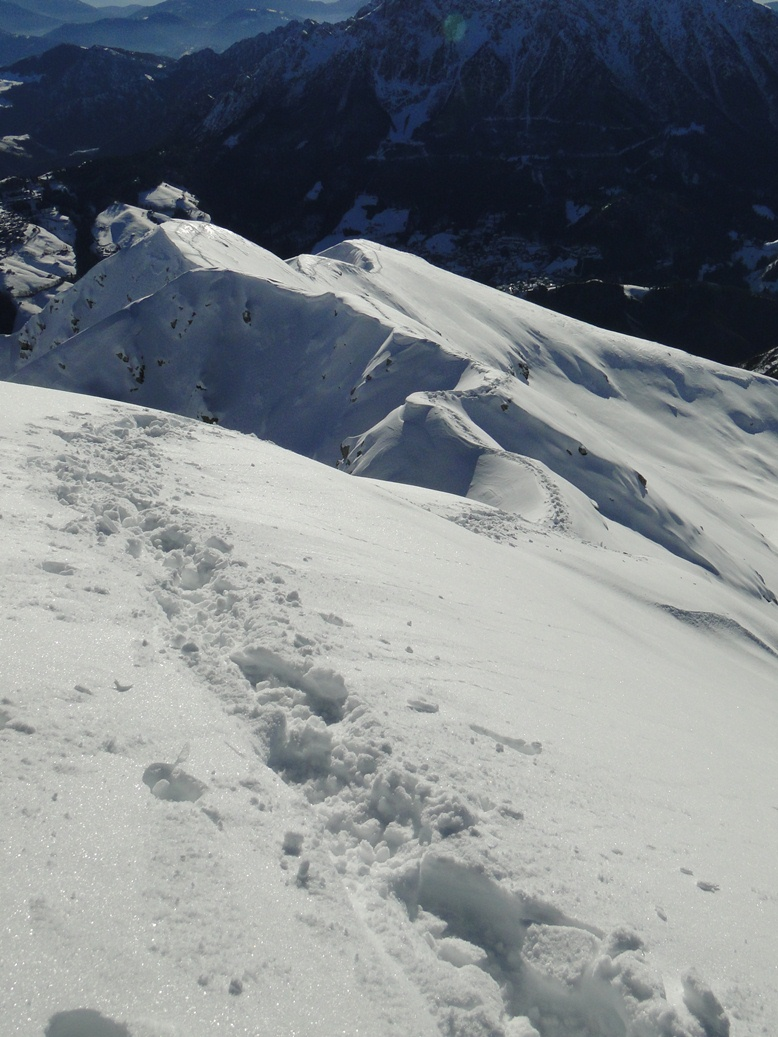
Cresta prima della vetta
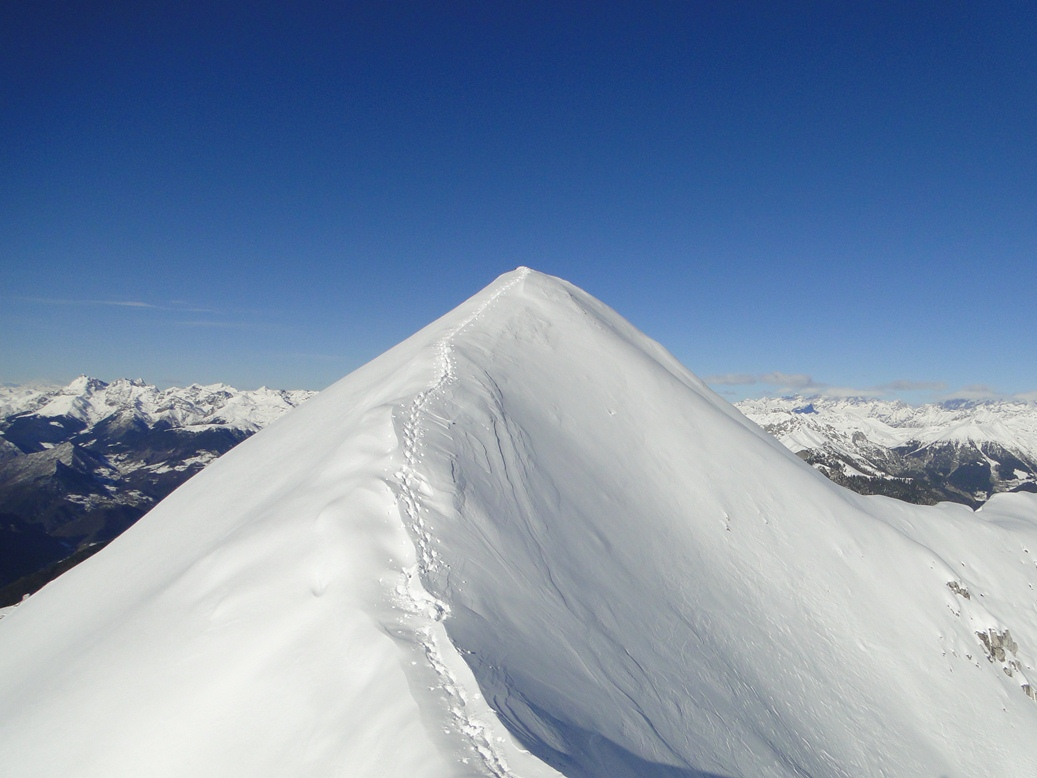
Creste nevose nei pressi della cima
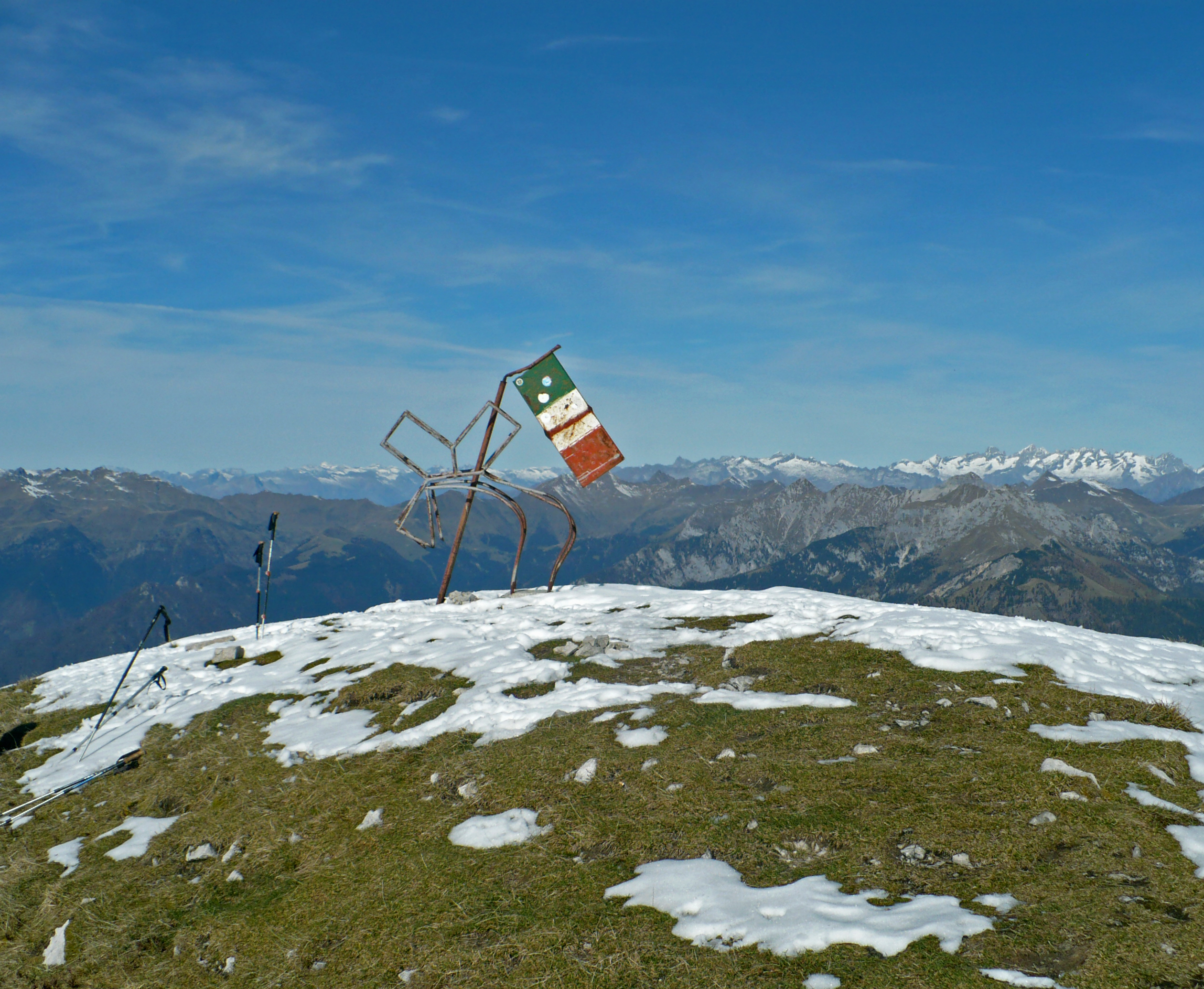
La vecchia croce di vetta danneggiata
La Cima di Menna da Occidente al levar della luna